# Alfonso Cano
Guillermo León Sáenz Vargas, conocido como alias Alfonso Cano (Bogotá, 22 de julio de 1948 - Morales, Cauca, 4 de noviembre de 2011), fue un guerrillero colombiano, comandante del Bloque Central y del Bloque Occidental, miembro del Secretariado de las Fuerzas Armadas Revolucionarias de Colombia - Ejército del Pueblo (FARC-EP), y Comandante en Jefe desde 2008 hasta su muerte.
Cano también estuvo al frente del clandestino Movimiento Bolivariano por la Nueva Colombia, proyecto político de las FARC-EP lanzado el 29 de abril de 2000, y del Partido Comunista Clandestino Colombiano o PC3.
Cano fue considerado como el intelectual más destacado de este grupo, desempeñándose como el principal ideólogo político tras la muerte de Jacobo Arenas en 1990. Fue abatido por las Fuerzas Militares de Colombia el 4 de noviembre de 2011, durante la Operación Odiseo.

## Biografía

### Primeros años
Guillermo León Sáenz provino de una familia de clase alta de Bogotá, hijo de una pedagoga y un agrónomo Conservador laureanista (bautizó a su hijo como Guillermo León en homenaje a Guillermo León Valencia), fue el quinto de siete hermanos y vivió en el barrio Chapinero y más tarde en Santa Bárbara al norte de Bogotá. Sus hermanos fueron el concejal de Bogotá, Roberto Sáenz Vargas y Ricardo Sáenz secuestrado por las AUC. Algunas fuentes señalan que desde su juventud era destacado por su interés intelectual y obsesionado por los libros de historia y de política, estudió en el colegio Fray Cristóbal de Torres y según sus compañeros de clase era el más destacado en historia, también practicaba fútbol y era ferviente hincha de Millonarios.

### Estudios y militancia comunista
Estudió once semestres de Antropología en la Universidad Nacional de Colombia, a donde ingresó en 1968, año en el que estaba en pleno apogeo la Revolución Cubana; por aquellos años se habían fundado en Colombia grupos insurgentes como las FARC (1964) y el ELN (1964).
Ya en la universidad profundizó sus conocimientos en historia y política mientras se hacía líder de las Juventudes Comunistas (JUCO), brazo juvenil del Partido Comunista Colombiano, intercalando su actividad académica con actividades clandestinas dentro de dicha organización entre los años 1974 y 1980. En un tiempo hizo parte del seno de la organización del Partido Comunista Colombiano (PCC) como comisario político. Durante la década de 1970 fue detenido varias veces por la Policía en Bogotá por actividades vandálicas y alcanzó a estar 6 meses en prisión.
Sáenz Vargas era simpatizante de las FARC desde su época universitaria, incluso era invitado a dar conferencias sobre marxismo a frentes guerrilleros. En 1973, fue expulsado de la Universidad Nacional,  por impulsar la conformación de lo que se llamó el Frente de Reforma Universitaria a Escala Nacional. En 1981, fue detenido luego de un allanamiento a su casa donde vivía con su esposa y su hijo. En las paredes, debajo del papel de colgadura, las autoridades encontraron cerca de 50.000 dólares, algunos falsos. Detenido en la cárcel La Modelo un año y medio, hasta la amnistía dada por el gobierno de Belisario Betancur en 1982 previa a los acuerdos de La Uribe de 1984, no regresó con su familia sino que partió hacia la selva para unirse a las FARC-EP.
Según algunas fuentes, los líderes de la JUCO plantearon enviarlo como exiliado a Moscú donde enviaban habitualmente a formación a los miembros más experimentados, sin embargo Sáenz Vargas, prefirió tomar el camino de la clandestinidad y se internó en las montañas colombianas enrolándose en las FARC-EP.

### Militancia en las FARC-EP
En las FARC-EP, Sáenz adquiere el nombre de guerra de «Alfonso Cano» y asciende rápidamente en la organización hasta ser nombrado miembro del Secretariado a principios de la década de 1990. 
Parte de su rápido ascenso se debió a la confianza y cercanía con Jacobo Arenas, ideólogo de las FARC-EP, y al respeto que profesaba hacía Manuel Marulanda y los viejos dirigentes agrarios. Arenas falleció en agosto de 1990 y Cano retoma entonces su legado insurgente como ideólogo del grupo.
Como negociador político del grupo, Cano encabezó la delegación negociadora en Caracas en 1991 y Tlaxcala (Diálogos de paz de Tlaxcala) en 1992, con el gobierno de Cesar Gaviria, mientras que en los diálogos de paz con el gobierno de Andrés Pastrana mantuvo un bajo perfil; se dice que no creía en dicha negociación y era pesimista, Durante aquel tiempo Cano aprovechó la coyuntura para reclutar gente para el Movimiento Bolivariano, lanzado el 29 de abril de 2000.
Cano como miembro del Secretariado dirigía el llamado Bloque Occidental y el Bloque Central (activos en el Macizo colombiano, Cauca, Nariño, Putumayo, Huila y Tolima).

### Comandante en Jefe
A finales de mayo de 2008 el gobierno anunció que Manuel Marulanda habría muerto por causas naturales en marzo del mismo año, y se especulaba que Cano sería su sucesor al frente del grupo insurgente. El 25 de mayo del mismo año las FARC-EP por medio de un comunicado leído por Timoleón Jiménez y difundido por la cadena Telesur, confirmaron la muerte de Marulanda y el nombramiento de Cano como Comandante en Jefe de las FARC-EP.
Los operativos en contra de Cano habrían comenzado el 28 de junio de 2011 cuando Cano se hallaba acampando cerca de Vereda Honduras, en Páez (Cauca), unidades de comandos avanzaron desde las localidades de Planadas, Río Negro y Río Chíquito mientras que en la madrugada del día siguiente la Fuerza Aérea de Colombia bombardeó el campamento, huyendo apresuradamente el comandante de las FARC-EP, quien resultó herido. El 1 de julio los comandos ocuparon finalmente los restos del campamento mientras que Pablo Catatumbo, líder del Bloque Sur habría enviado al menos cien guerrilleros para lograr evacuar a su cercado comandante.
El 3 de julio de 2011, en un operativo conjunto de las Fuerzas Militares, el campamento móvil de las FARC-EP donde estaba viviendo Alfonso Cano fue bombardeado en un operativo sorpresivo en que el comandante insurgente huyó teniendo que dejar varias de sus pertenencias. El campamento fue descrito como un «cambuche sin subterráneos, ni túneles», por fuentes del Ejército Nacional. El campamento estaba ocupado por unos 80 guerrilleros y se hallaba en el llamado Cañón de las Hermosas, entre límites entre Cauca y Huila. La región presenta una vegetación espesa, rodeada de enormes montañas, a más de 2.500 metros sobre el nivel del mar, un clima frío, sembrada de minas antipersonales y donde había sobrevivido el líder guerrillero desde hace más de veinte años. Los guerrilleros pertenecían a la cuadrilla 21 de las FARC-EP, la más importante del Bloque Central. Las Fuerzas Militares se hallaban comandadas por el almirante Edgar Cely, como jefe de las operaciones en el área. Las fuerzas gubernamentales se componen por unos 1000 hombres que han pasado años en operaciones de persecución de Cano y reforzados por tres batallones de 1000 miembros fuerzas especiales sumándose en total unos 2.000 hombres en tierra.
Tiempo después tras el operativo y durante la continua persecución el general Óscar Naranjo declaró: «Me atengo a mi instinto, a mi experiencia (…) creo que le quedan las semanas contadas a este individuo, a este terrorista». A pesar de los bombardeos y combates hasta el 10 de julio no se habían informado ni de militares heridos o caídos en combate. Fuentes del gobierno declararon también que lo más posible es que Cano escapara al municipio de Páez (Cauca).

## Acusaciones y condenas
La Fiscalía General de la Nación de Colombia reveló el listado de los delitos por los que estaba condenado y procesado. Se emitieron en su contra más de 200 órdenes de captura, así como una Circular Roja de la Interpol, bajo cargos de rebelión, terrorismo, concierto para delinquir, intento de homicidio, homicidio y secuestro.
Sindicado como miembro del del secretariado de las FARC-EP de hechos como el ataque a la estación de policía en Kennedy (Bogotá): 5 policías y un civil muertos en 1995; la Toma de Mitú (Vaupés) en noviembre de 1998: 43 muertos; la Toma de Puerto Lleras (Meta) en julio de 1999: 10 civiles y 11 policías muertos y 28 secuestrados; la Toma del Cerro Tokio, en Dagua (Valle del Cauca): 16 militares y un civil muertos en marzo de 2001; de haber planeado junto a Pablo Catatumbo del secuestro de los 12 diputados del Valle del Cauca en marzo de 2001 que años más tarde terminaría con el asesinato de once de ellos; la Masacre de Tierra Alta (Córdoba): 22 muertos en mayo de 2001; la Masacre a Bojayá en mayo de 2002; el ataque a una comisión de la Fiscalía en La Roncona de San José de Apartadó (Antioquia), dos heridos en noviembre de 2002;  la muerte de un menor el 2 de mayo de 2002 en Vistahermosa (Meta), el atentado al Club El Nogal: 36 muertos en febrero de 2004, el ataque en Puerto Rico (Meta): 6 muertos en febrero de 2005; el ataque a Puerto Lleras (Meta): 10 civiles y 11 policías muertos, y 29 secuestrados; y los secuestros a dirigentes políticos y contratistas estadounidenses.'
El Departamento de Estado de los Estados Unidos lo acusaba de ser responsable de la fabricación y exportación de cocaína hacia ese país, y ofreció 5 millones de dólares por información que condujera a su captura.

## Muerte
En el marco de la denominada «Operación Odiseo», el gobierno colombiano confirmó el 4 de noviembre de 2011 que Alfonso Cano habría muerto. La operación militar se desarrolló entre las poblaciones de Jambaló y Toribío, siendo finalmente abatido en Morales (Cauca), donde la Fuerza Aérea Colombiana (FAC) bombardeó un campamento de las FARC-EP. En el mismo operativo también fue capturado «El indio Efraín» y abatido alias «El Zorro».

«Ha sido confirmada la muerte de "Alfonso Cano". Cayó el número uno de las FARC. Es el golpe más contundente que se le ha dado a esta organización en toda su historia»
Juan Manuel Santos

Sobre su muerte se manejan dos versiones opuestas, debido a que se estaban realizando los diálogos de paz de manera clandestina entre el gobierno y las FARC-EP. Tras su muerte la comandancia de las FARC-EP es asumida por Rodrigo Londoño 'Timochenko'.

“no le preservaron la vida… ¿por qué no lo capturaron si tenían toda la tecnología y mil hombres encima?”
Darío Monsalve, arzobispo de Cali

## Menciones
Tras su muerte el Bloque Occidental de las FARC-EP recibió su nombre. 